# Blestemat (film)
Blestemat (titlu original: Cursed) este un film american din 2005 regizat de Wes Craven și scris de Kevin Williamson, care a colaborat cu Wes Craven la seria Scream. Rolurile principale au fost interpretate de actorii Christina Ricci și Jesse Eisenberg ca doi frați orfani atacați de un vârcolac în Los Angeles. 

## Prezentare
Într-o noapte cu lună plină, Jimmy și sora sa Ellie (Eisenberg și Ricci) merg cu o mașină pe un drum forestier. La un moment dat, brusc, au un accident rutier provocat de un animal care arată ca un lup. Ca urmare a acestui incident, fratele și sora rămân aproape nevătămați, dar de atunci au avut loc schimbări fundamentale în viața lor.
Ei încep să observe că au început să posede o mare forță fizică, că sentimentele și senzațiile lor au dobândit o claritate extraordinară, iar alții au început să-i trateze cu o atenție deosebită. Ca urmare, Jimmy și Ellie cred că schimbările care au loc cu ei sunt cumva legate de acel accident.

## Distribuție
- Christina Ricci - Ellie Myers
- Jesse Eisenberg - Jimmy Myers
- Joshua Jackson - Jake Taylor
- Judy Greer - Joanie
- Milo Ventimiglia - Bo
- Kristina Anapau - Brooke
- Portia de Rossi - Zela
- Shannon Elizabeth - Becky Morton
- Mýa - Jenny Tate
- Michael Rosenbaum - Kyle
- Eric Ladin - Louie
- Michelle Krusiec - coleg căruia îi curge sânge din nas
- Nick Offerman - ofițer de poliție
- Derek Mears - Vârcolac
- Scott Baio - rolul său
- Craig Kilborn - rolul său
- Lance Bass - rolul său
- Bowling for Soup - ei înșiși
- Solar - Zipper, câinele lui Ellie și Jimmy

## Producție
Filmările au avut loc în Los Angeles între 17 martie 2003 și începutul anului 2004, cu o pauză de 11 săptămâni. Craven a declarat că va face din genul de filme de groază cu vârcolaci ceea ce a făcut pentru filmele slasher cu seria Scream. Procesul de producție a fost dificil, iar scenariul a fost refăcut de mai multe ori. Ca urmare, producătorilor nu le-a plăcut filmul, motiv pentru care au fost necesare refilmarea a aproximativ jumătate din film, în plus unele personaje au fost eliminate din poveste și astfel unii actorii au fost schimbați. De asemenea, refilmările au necesitat alocarea de resurse financiare suplimentare și schimbarea datei de lansare a filmului cu aproape un an.